# Bromba i filozofia
Bromba i filozofia – zbiór opowiadań Macieja Wojtyszki wydany przez wyd. Jacek Santorski & Co w roku 2004. Książka została wpisana na Listę Honorową IBBY w roku 2006.

## Treść
Tytułowa Bromba jest postacią z jednej z wcześniejszych powieści Wojtyszki, Bromba i inni, przeznaczonej zarówno dla dzieci jak i dorosłych. Wojtyszko używając postaci ze swojej twórczości przedstawia najważniejsze zagadnienia filozoficzne w przystępny sposób, na poziomie dziecka. Porusza takie problemy, jak podstawy myślenia, tworzenie definicji czy też istota czasu.

## Nagrody
- Książka roku 2004 polskiej sekcji IBBY
- wyróżnienie w konkursie "Dziecięcy bestseller Roku 2004" organizowanym przez fundację "Świat Dziecka"
- Nagroda IBBY – Ashai Reading Promotion Award[1]